# George Nostrand
George Thomas Nostrand (Uniondale, 25 gennaio 1924 – Bellows Falls, 8 novembre 1981) è stato un cestista statunitense, professionista nella BAA, nella NBA e nella ABL.